# Flächennaturdenkmal Pieschener Allee

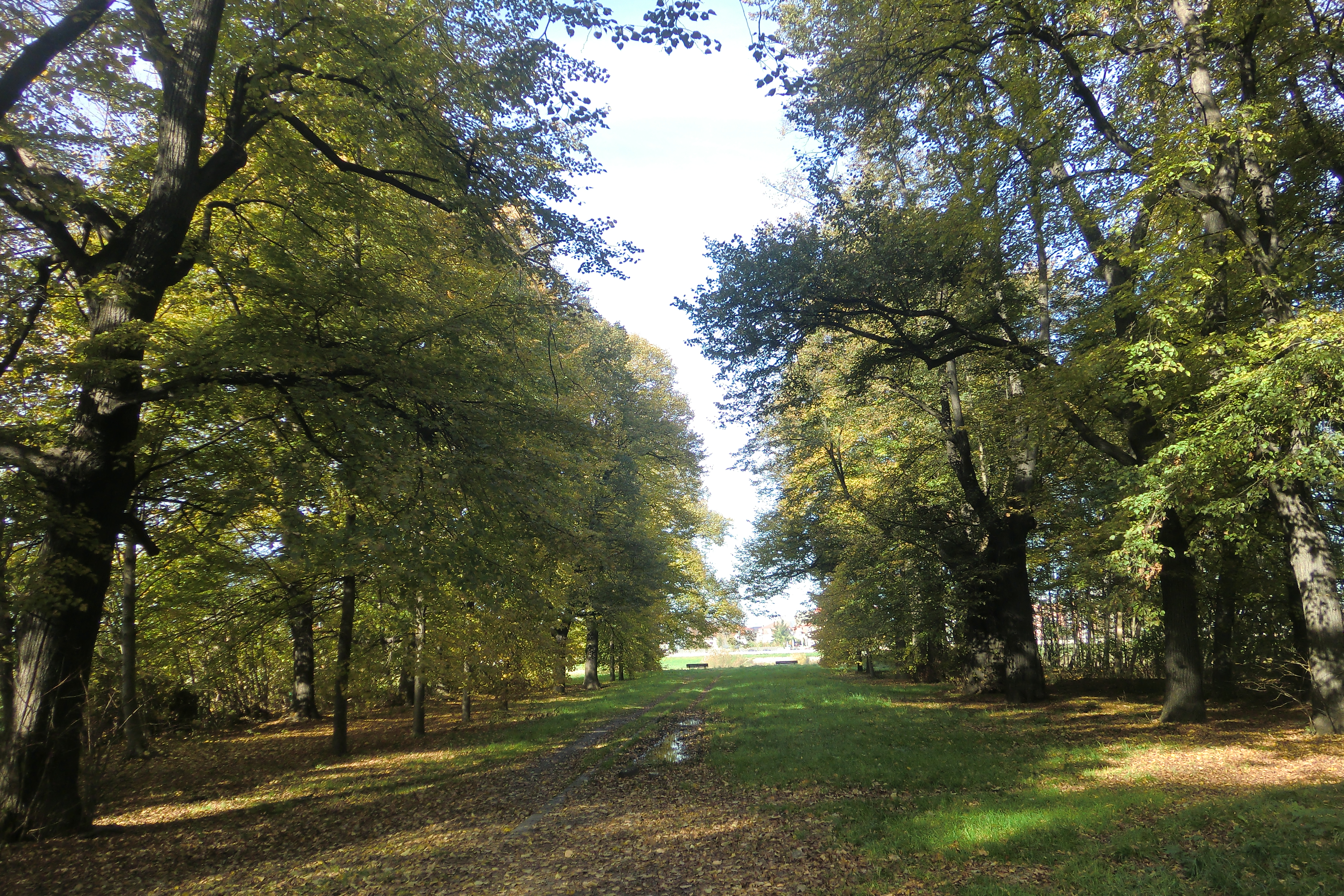
Kultur- und Flächennaturdenkmal Pieschener Allee mit Altbäumen in der vierreihigen Lindenallee

Als Pieschener Allee wird ein als Flächennaturdenkmal (ND 39) ausgewiesenes Areal im Ostragehege der Dresdner Friedrichstadt bezeichnet. Es befindet sich streifenförmig auf dem für den Individualverkehr gesperrten Teil der namensgebenden Pieschener Allee ab dem Abzweig Schlachthofring und ist Bestandteil der Kulturlandschaft Dresdner Elbtal. Die um 1725 angelegte Lindenallee zu einer früheren Fährstelle nach Pieschen ist – neben der nahegelegenen Übigauer Allee – eine der ältesten Dresdner Alleen. In den 1990er Jahren konnte man noch etwa 35 Bäume aus der Ursprungszeit nachweisen. Die „historisch überkommene doppelreihige Lindenallee“ steht zudem als Kulturdenkmal unter Schutz.

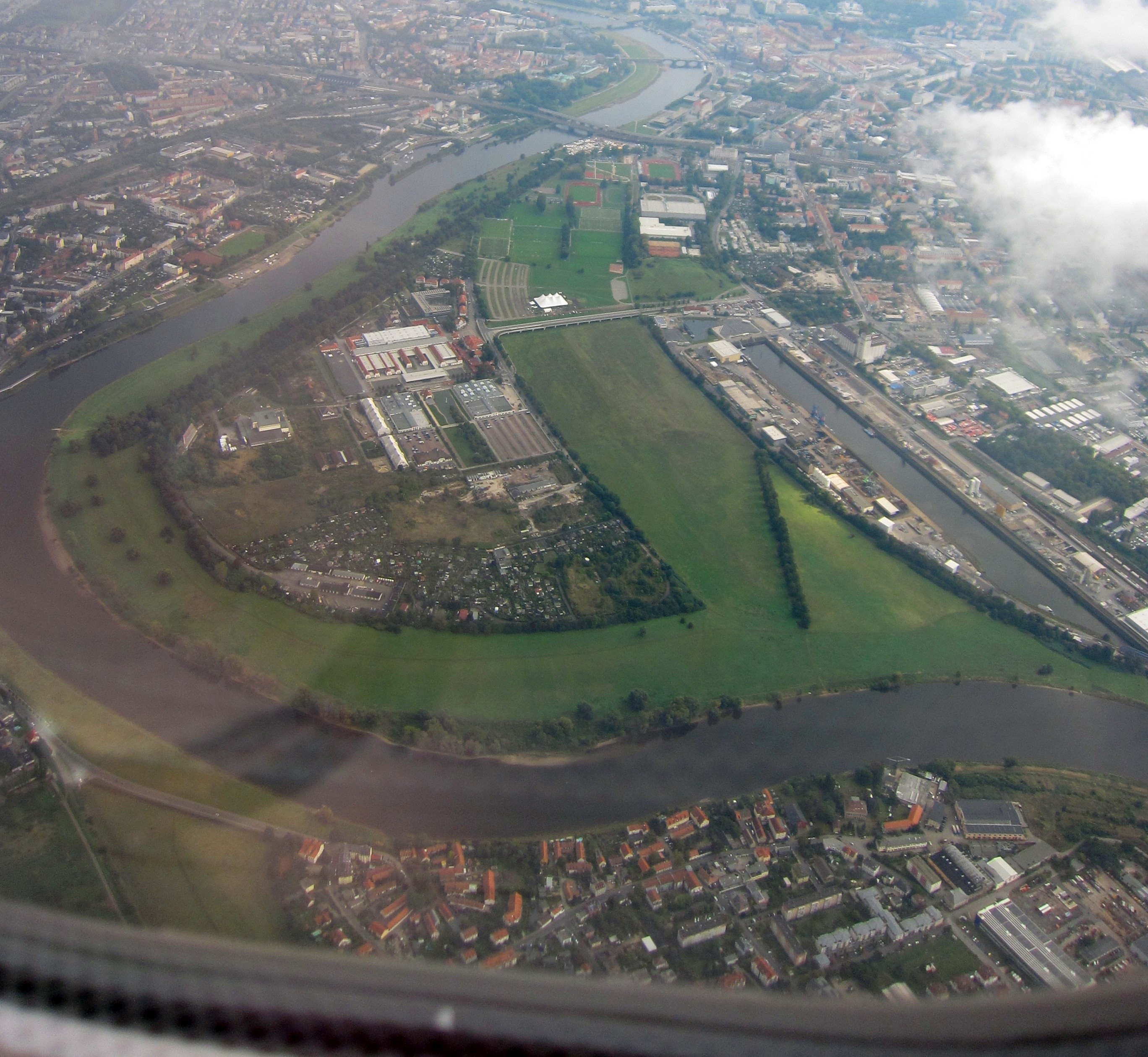
Ostragehege und Dresdner Alberthafen, ostsüdostwärts fotografiert
links oben der Bildmitte: Pieschener Allee
rechts der Bildmitte: Übigauer Fährweg mit dem Kulturdenkmal Übigauer Allee

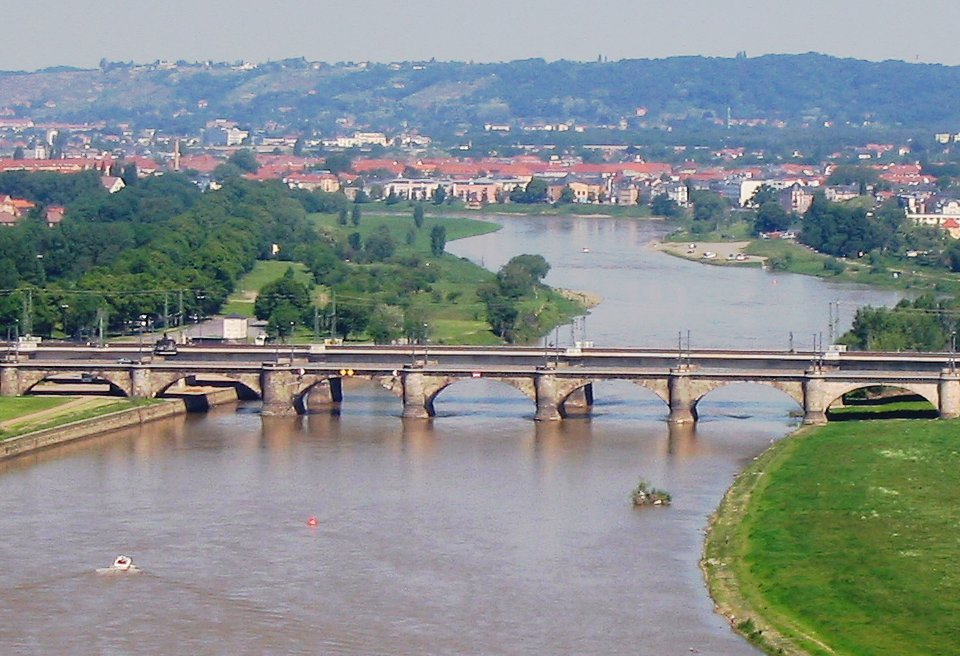
Die Elbe westlich der Innenstadt: Links hinter der Marienbrücke die Pieschener Allee, rechts im Hintergrund Pieschen

Mit einer Fläche von 4,7 bis 4,8 Hektar nimmt der geschützte Bereich nahezu das Maximum dessen ein, was nach § 28 des Bundesnaturschutzgesetzes als einzelnes Flächennaturdenkmal ausgewiesen werden kann (5 Hektar). An das knapp 1,2 Kilometer lange Flächennaturdenkmal schließt sich südöstlich das 1999 ausgewiesene Naturdenkmal Straßenbäume der Pieschener Allee (ND 102) an. Im westlichen Teil des Ostrageheges befindet sich mit der Glatthaferwiese im Ostragehege (ND 38) ein weiteres Flächennaturdenkmal.
Diese „alte vierreihige Lindenallee mit hohem Totholzanteil“ ist teilweise enthalten im Landschaftsschutzgebiet Dresdner Elbwiesen und -altarme sowie im FFH-Gebiet Elbtal zwischen Schöna und Mühlberg und dem gleichnamigen Europäischen Vogelschutzgebiet. Neben wissenschaftlichen, naturgeschichtlichen, landeskundlichen und kulturellen Gründen dient ihr Schutz „zur Sicherung der Lebensstätten einer Reihe vom Aussterben bedrohter oder seltener Insektenarten Mitteleuropas sowie als Brutbiotop für eine artenreiche Vogelwelt mit z. T. ebenfalls bedrohten Arten.“ Neben 23 nachgewiesenen Brutvogelarten weist das Schutzgebiet einen herausragenden entomofaunistischen Wert auf, so hatte es eine Zeit lang die einzige Altweltpopulation des nearktischen Bockkäfers Parandra brunnea.